# Novaja Adygeja
Novaja Adygeja (in lingua russa Новая Адыгея) è un centro abitato dell'Adighezia, situato nel Tachtamukajskij rajon. La popolazione era di 4.647 abitanti al dicembre 2018. Ci sono 43 strade.